# Angelika Merkelbach-Pinck
Angelika Merkelbach-Pinck (18 février 1885 - 25 septembre 1972) est un écrivain régionaliste et une folkloriste de la Lorraine allemande. Elle est l'auteur notamment de Lothringer erzählen.

## Éléments biographiques
Neuvième d'une famille de treize enfants, Angelika Pinck naît en 1885 à Lemberg dans le pays de Bitche, en Moselle. Son père, Nicolas Pinck, était receveur des postes et catholique, sa mère était protestante luthérienne. Après le pensionnat à Finstingen, elle suit des cours à l'école normale de Metz pour devenir enseignante. Elle enseigne ensuite à Darmstadt, où elle rencontre Karl Merkelbach, un directeur d'usine de Francfort. De leur mariage, naîtront deux fils, Norbert et Lothar.
Personnalité très intelligente et fine, Angelika est appréciée par les Alsaciens-Lorrains ayant choisi de rester Allemands après la Première Guerre mondiale. Elle côtoie ainsi de nombreux autonomistes lorrains, ce qui lui vaut l'hostilité des autorités françaises. L'un de ses frères, Pierre-Émile Pinck (1871-1932), cofondateur sulfureux[non neutre] du journal autonomiste Die Zukunft (de), et collaborateur de la Volksstimme de Sarralbe, est lui-même un autonomiste farouche.
Influencée par les travaux de son frère Louis, éminent folkloriste Lorrain, elle poursuit son œuvre et collecte, de 1930 à 1939, de nombreux contes et récits en dialecte germanique et en allemand standard, à travers toute la Lorraine germanophone. Elle collecte au total 2000 légendes, 700 dictons, 100 fabliaux, 50 légendes et 120 contes.
Lors de la Seconde Guerre mondiale, elle se rallie naturellement à l'Allemagne, mais pas au national-socialisme. Les autorités nazies la surveillent d'ailleurs de près à cause de son attachement à la religion catholique. Grâce au soutien d'Hermann Bickler, politicien autonomiste également originaire du pays de Bitche mais rallié aux nazis, Angelika Merkelbach-Pinck obtient une audience auprès du ministre de la propagande du Reich Joseph Goebbels pour plaider la cause de l'abbé Jean Seelig, curé d'Obergailbach, condamné à mort par les nazis. Elle sauve ainsi Jean Seelig de l'exécution.
Après la guerre et la mort de son mari, Angelika Merkelbach-Pinck enseigna l'allemand à Béthune (Nord). En 1953, elle initia une structure de soutien moral pour les prisonniers de guerre allemands restés à Liévin. Elle y resta active jusqu'en 1964. C'est à cette époque qu'elle publia avec J. Müller-Blattau le 5e volume des Verklingende Weisen, le recueil de chants populaires de Lorraine allemande de son frère Louis. Elle passa les dernières années de sa vie en Allemagne chez son fils Lothar et reprit son travail de collecte à travers la Moselle. Elle écrivit notamment  les Lothringer Volkserzählungen et Brauch und Sitte in Ostlothringen, témoignage unique sur les us et coutumes de la Lorraine allemande d'autrefois. Alors que la publication de l'œuvre de son frère Louis avait été financée par son mari Karl Merkelbach, Angelika, devenue veuve, en fut réduite à quémander auprès des éditeurs allemands pour parvenir à publier ses ouvrages d'après-guerre. Elle reçut plusieurs distinctions allemandes pour son œuvre ainsi que la croix Pro ecclesia et pontifice du Pape Jean XXIII mais aucune dans son pays natal.
Elle décéda en 1972 dans son village natal de Lemberg, et repose à Bad Homburg.
L'œuvre de collecte d'Angelika Merkelbach-Pinck sert de base à un projet d'enregistrements sur CD de contes et récits en dialectes réalisé par l'association Culture et Bilinguisme de Lorraine - Zweisprachig unsere Zukunft.

## Son œuvre
- Brauch und Sitte in Ostlothringen, Frankfurt a.M. : Erwin von Steinbach-Stiftung, 1968.
- Lothringer Volksmärchen, Düsseldorf ; Köln : Diederichs , 1961.
- Die Schatztruhe : Volksmärchen, in Lothringen gesammelt u. für Haus u. Kind erzählt , Freiburg i. Br. : Wewel , 1953.
- Deutsche Volksmärchen , Kassel : Bärenreiter-Verl, 1947.
- Volksmärchen aus Lothringen  Krailling vor München : Wewel , 1943.
- Wildjägersagen aus Lothringen, Kassel : Bärenreiter-Verl. 1942.
- Mütterlichkeit : Quell strömender Liebe, Dülmen : Laumann 1940.
- Der Wolf und die Prinzessin : Ein nord. Märchen, Krailling vor München : Wewel , 1939.
- Aus der Lothringer Meistube : Sagen, Schwänke, Legenden, Bauerngeschichten, Redensarten, Sprichwörter , Kassel : Bärenreiter-Verl., 1943.
- Lothringer erzählen , Saarbrücker Druckerei u. Verl. , 1943.
- Verklingende Weisen : Lothringer Volkslieder (avec Louis Pinck), Kassel : Bärenreiter-Verl., 1939.

## Sources
- Henri Hiegel, Deux folkloristes lorrains Henri Lerond et Angelika MerkelbachPinck, Les Cahiers lorrains. 1975, p. 108- 112.
- Charles Hiegel, Henri Hiegel :L'œuvre du folkloriste lorrain Louis Pinck (1873-1940), Les Cahiers Lorrains, N°3, 1981 p.199-218. (en ligne)
- Angelika Merkelbach-Pinck sur culture-bilinguisme-lorraine.org
- Pierre Gabriel, Angelika Merkelbach-Pinck (article en allemand), Land un Sproch, Sondernr. / Hors série 7, 2003-2004  ()
- Notices d'autorité :   - VIAF
  - ISNI
  - BnF (données)
  - IdRef
  - LCCN
  - GND
  - Belgique
  - Pays-Bas
  - NUKAT
  - Tchéquie
  - Portugal
  - WorldCat